# アリールアルデヒドデヒドロゲナーゼ
アリールアルデヒドデヒドロゲナーゼ（aryl-aldehyde dehydrogenase）は、チロシン代謝、ビフェニル分解酵素の一つで、次の化学反応を触媒する酸化還元酵素である。
芳香族アルデヒド + NAD+ + H2O {\displaystyle \rightleftharpoons } 芳香族カルボン酸 + NADH + H+
反応式の通り、この酵素の基質は芳香族アルデヒドとNAD+と水、生成物は芳香族カルボン酸とNADHとH+である。
組織名はaryl-aldehyde:NAD+ oxidoreductaseである。